# Eulophomyia
Eulophomyia is een geslacht van vliesvleugeligen uit de familie Eulophidae. De wetenschappelijke naam van dit geslacht is voor het eerst geldig gepubliceerd in 1957 door De Santis.

## Soorten
Het geslacht Eulophomyia is monotypisch en omvat slechts de volgende soort:
- Eulophomyia ecpaglus De Santis, 1957